# 안녕 리눅스
안녕 리눅스(AnNyung Linux)는 김정균이 대한민국 환경에 맞게끔 개발하고 있는 서버 전용의 리눅스 배포판이다. 레드햇 계열의 배포판이 지나치게 비대해지는 것에 실망하여, 한글 환경 설정을 최적화한 배포판 개발을 시작했다.

## 걸어온 길
| 판수   | 코드명          | 나온 날          | 호환                    |
| ------ | --------------- | ---------------- | ----------------------- |
| 1.0    | Birth!          | 2003년 6월 14일  | Redhat 7.2              |
| 1.1    | Fore!           | 2004년 11월 17일 | Redhat 7.2              |
| 1.2    | On my babe!     | 2005년 7월 25일  |                         |
| 1.2 R2 | For Annoyer ..  | 2005년 11월 6일  |                         |
| 1.2 R3 | Order by JJ Lee | 2006년 4월 2일   |                         |
| 1.3    | Cheer up!       | 2007년 3월 19일  |                         |
| 1.3 R2 | Eternity        | 2007년 5월 17일  |                         |
| 1.3 R3 | Yo-Ho!          | 2007년 8월 17일  |                         |
| 1.3 R4 | Want U~         | 2008년 1월 19일  |                         |
| 1.3 R5 | Indongcho       | 2009년 8월 20일  |                         |
| 2.0    | Woo~            | 2012년 6월 1일   | RHEL 6.2 / CentOS 6.2   |
| 2.1    | Ciao            | 2012년 7월 13일  | RHEL 6.3 / CentOS 6.3   |
| 2.2    | Salute          | 2013년 3월 11일  | RHEL 6.4 / CentOS 6.4   |
| 2.3    | Aloha           | 2013년 12월 5일  | RHEL 6.5 / CentOS 6.5   |
| 2.4    | Hallo           | 2014년 10월 29일 | RHEL 6.6 / CentOS 6.6   |
| 2.5    | Glidis          | 2015년 8월 9일   | RHEL 6.7 / CentOS 6.7   |
| 2.6    | Heus            | 2016년 5월 26일  | RHEL 6.8 / CentOS 6.8   |
| 2.7    | Parev           | 2017년 4월 10일  | RHEL 6.9 / CentOS 6.9   |
| 3.0    | Labas           | 2016년 2월 29일  | RHEL 7.2 / CentOS 7.2   |
| 3.1    | Hullo           | 2016년 12월 16일 | RHEL 7.3 / CentOS 7.3   |
| 3.2    | Aang            | 2017년 9월 14일  | RHEL 7.4 / CentOS 7.4   |
| 3.3    | Alii            | 2018년 5월 10일  | RHEL 7.5 / CentOS 7.5   |
| 2.8    | Hej             | 2018년 7월 4일   | RHEL 6.10 / CentOS 6.10 |
| 3.4    | Moin            | 2018년 12월 5일  | RHEL 7.6 / CentOS 7.6   |
| 3.5    | Kumusta         | 2019년 9월 29일  | RHEL 7.7 / CentOS 7.7   |
| 3.6    | Ave             | 2020년 4월 28일  | RHEL 7.8 / CentOS 7.8   |
| 3.7    | Aluu            | 2020년 11월 19일 | RHEL 7.9 / CentOS 7.9   |

## 코드명
2.0 까지는 출시 당시의 의미있는 단어나 문장을 사용했지만, 2.1부터는 alphabat으로 표시할 수 있는 안녕의 여러나라 단어를 사용하고 있다.

## 사용대상
대개 중/소 규모의 서버, Netfilter를 이용한 방화벽/Masq 서버, X 환경이 필요 없는 IDC 입주 서버 등이 사용한다. 2.0부터는 enterprise 환경을 지향한다.